# Marca univocalis
Marca univocalis är en fjärilsart som beskrevs av Pierre E.L. Viette 1956. Marca univocalis ingår i släktet Marca och familjen nattflyn. Inga underarter finns listade i Catalogue of Life.